# Satyrium
Genre
Le genre Satyrium regroupe des lépidoptères (papillons) de la famille des Lycaenidae et de la sous-famille des Theclinae.

## Dénomination
Nommé Satyrium par Samuel Hubbard Scudder en 1876 ce genre, ou des parties de ce genre ont reçu de nombreuses autres appellations : Argus Gerhard, 1850 ; Callipsyche Scudder, 1876 ; Fixsenia Tutt, [1907] ; Nordmannia Tutt, [1907] ; Leechia Tutt, [1907] ; Edwardsia Tutt, [1907] ; Felderia Tutt, [1907] ; Kollaria Tutt, [1907] ; Erschoffia Tutt, [1907]; Klugia Tutt, [1907] ;Bakeria Tutt, [1907] ; Chattendedia Tutt, [1908] ; Strymonidia Tutt, [1908] ; Thecliolia Strand, 1910 ; Superflua Strand, 1910 ; Pseudothecla Strand, 1910 ; Tuttiola Strand, 1910 ; Necovatia Verity, 1951 ; Armenia Dubatolov et Korshunov, 1984 .

## Nomenclature
Ils se divisent en sous-genres : les Satyrium uniquement présents en Amérique du Nord et les Armenia, Nordmannia, Superflua.
Ils portent en français le nom de Thécla (ou Thècle) et en anglais le nom de Hairstreak.

## Liste des espèces par sous-groupe

### Sous-groupesatyryumoucallipsyche
- Satyrium acadica (Edwards, 1862).
  - Satyrium acadica coolinense (Watson et Comstock, 1920)
  - Satyrium acadica montanense (Watson et Comstock, 1920)
  - Satyrium acadica watrini (Dufrane, 1939)
- Satyrium auretorum (Boisduval, 1852) en Californie.
  - Satyrium auretorum fumosum Emmel et Mattoni, 1990 ; Californie.
  - Satyrium auretorum spadix (H. Edwards, 1881) dans le sud de la Californie.
- Satyrium behrii (Edwards, 1870) présent dans les Montagnes Rocheuses.
  - Satyrium behrii crossi (Field, 1938)
  - Satyrium behrii columbia (McDunnough, 1944)
- Satyrium calanus (Hübner, 1809)dans l'est des États-Unis.
  - Satyrium calanus albidus Scott, 1981
  - Satyrium calanus falacer (Godart, 1824)
  - Satyrium calanus godarti (Field, 1938)
- Satyrium californica (Edwards, 1862) en Californie et au Nevada.
- Satyrium caryaevorum (McDunnough, 1942) au Canada et dans le nord des États-Unis.
- Satyrium edwardsii (Grote et Robinson, 1867) dans l'est des États-Unis.
- Satyrium fuliginosum (Edwards, 1861).
  - Satyrium fuliginosum semiluna Klots, 1930 ; en Californie, Utah et Nevada.
- Satyrium kingi (Klots et Clench, 1952) en Géorgie.
- Satyrium liparops (Boisduval et Leconte, 1833) aux États-Unis.
  - Satyrium liparops aliparops (Michener & dos Passos, 1942)
  - Satyrium liparops fletcheri (Michener & dos Passos, 1942)
  - Satyrium liparops strigosum (Harris, 1862)
- Satyrium saepium (Boisduval, 1852) dans l'ouest des États-Unis.
  - Satyrium saepium okanaganum (McDunnough, 1944)
  - Satyrium saepium caliginosum Emmel, Emmel et Mattoon, 1998 ; en Californie.
  - Satyrium saepium subaridum Emmel, Emmel et Mattoon, 1998 ; en Californie.
- Satyrium sylvinus (Boisduval, 1852) dans l'ouest des États-Unis.
  - Satyrium sylvinus dryope (Edwards, 1870) en Californie, au Nevada et dans l'Utah.
  - Satyrium sylvinus desertorum (Grinnell, 1917)
  - Satyrium sylvinus itys (Edwards, 1882) en Arizona.
  - Satyrium sylvinus putnami (H. Edwards, 1876) dans l'Utah.
  - Satyrium sylvinus megapallidium Austin, 1998 ; dans le Nevada.
- Satyrium tetra (Edwards, 1870) en Californie et sur la côte Pacifique du Mexique.

### Sous-groupeArmenia
- Satyrium hyrcanicum (Riley, 1939) présent de la Turquie à Afghanistan.
  - Satyrium hyrcanicum cyri (Nekrutenko, 1978) en Arménie.
  - Satyrium hyrcanicum seravshanica Shchetkin, 1984 ;
  - Satyrium hyrcanicum badachshanica Shchetkin, 1984 ; au Pamir.
- Satyrium ledereri (Boisduval, 1848) présent en Asie Mineure.

### Sous-groupeNordmannia

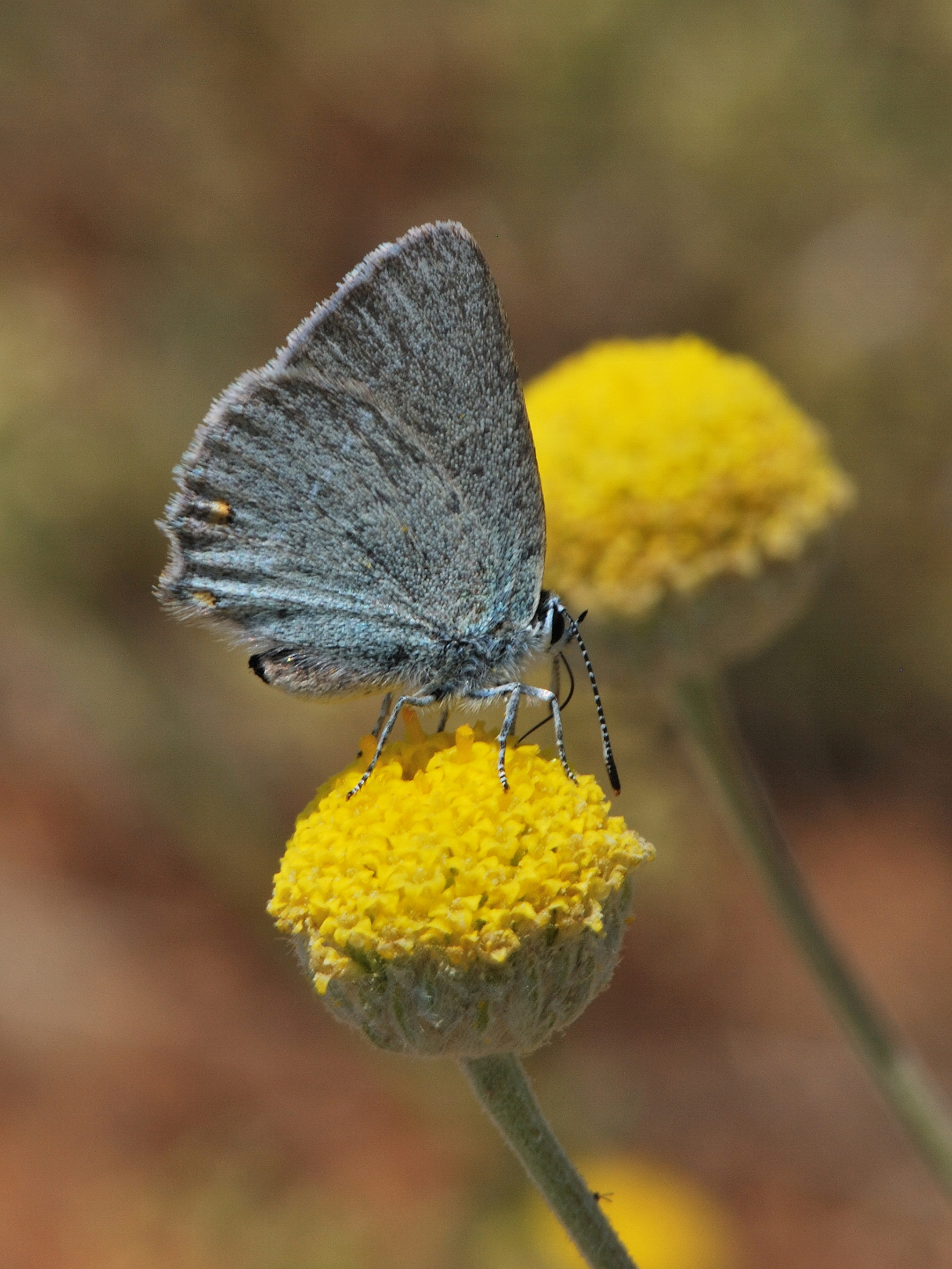
Satyrium myrtale, Mont Hermon

- Satyrium abdominalis (Gerhard, 1850) en Turquie, Iran, Irak et au Liban.
- Satyrium acaciae (Fabricius, 1787) — Thècle de l'amarel ou Thècle de l'acacia, dans le sud de l'Europe et en Asie Mineure.
- Satyrium esculi (Hübner, 1804) — Thècle du kermès, en Afrique du Nord et dans le sud de l'Europe.
  - Satyrium esculi mauretanica Staudinger, 1892 ; en Algérie et au Maroc.
- Satyrium eximia (Fixsen, 1887) dans l'est de la Mongolie et le centre et le nord-est de la Chine.
  - Satyrium eximia eximia en Corée.
  - Satyrium eximia zhejianganum Tong, 1994 ;
  - Satyrium eximia mushanum (Matsumura) ; à Taïwan.
- Satyrium favonius (Smith, 1797) dans le sud de l'Amérique du Nord.
- Satyrium guichardi (Higgins, 1965) en Turquie, Syrie et au Liban..
- Satyrium herzi (Fixsen, 1887) dans le nord-est de la Chine et en Corée.
- Satyrium ilicis (Esper, 1779) — Thècle de l'yeuse, dans le sud et le centre de l'Europe et en Asie Mineure.
- Satyrium ilavia ilavia (Beutenmüller, 1899) au Texas et en Californie.
- Satyrium latior (Fixsen, 1887) dans l'est de la Chine et en Corée.
- Satyrium myrtale (Klug, 1834) au Liban.
- Satyrium ontario (Edwards, [1869]) en Amérique du Nord.
- Satyrium polingi (Barnes & Benjamin, 1926) au Texas et au Nouveau Mexique.
- Satyrium pruni (Linnaeus, 1758) — Thècle du prunier ou Thècle du coudrier.
  - Satyrium pruni pruni dans l'est de l'Europe et en Sibérie.
  - Satyrium pruni jezoensis (Matsumura, 1919)
- Satyrium prunoides (Staudinger, 1887) dans l'est de l'Asie.
- Satyrium runides (Zhdanko, 1990) en Transbaïkalie.
- Satyrium spini (Schiffermüller, 1775) — Thècle des nerpruns, dans le sud et le centre de l'Europe et en Asie Mineure.
  - Satyrium spini spini dans le sud et le centre de l'Europe.
  - Satyrium spini melantho (Klug, 1834)
- Satyrium tateishii (Matsumoto, 2006)
- Satyrium thalia (Leech, 1893) dans le centre de la Chine.
- Satyrium w-album (Knoch, 1782) — Thècle de l'orme ou W blanc, présent de l'Europe au Japon.
  - Satyrium w-album w-album
  - Satyrium w-album fentoni (Butler, [1882])
  - Satyrium w-album sutchani Tutt, 1907

### Sous-groupeSuperflua
- Satyrium acaudata (Staudinger, 1901).
- Satyrium goniopterum (Lukhtanov, 1995).
- Satyrium lunulata (Erschoff, 1874).
- Satyrium sassanides (Kollar, 1849).

### Sous-groupes incertains
- Satyrium armenum (Rebel, 1901).
- Satyrium austrina (Murayama, 1943).
- Satyrium dejeani (Riley, 1939).
- Satyrium esakii (Shirôzu, 1941).
- Satyrium formosana Matsumura
- Satyrium grandis (Felder et Felder, 1862).
- Satyrium inouei (Shirôzu, 1959).
- Satyrium percomis (Leech, 1894).
- Satyrium iyonis (Oxta et Kusunoki, 1957).
- Satyrium jebelia Nakamura, 1975.
- Satyrium kongmingi Murayama, 1992.
- Satyrium kuboi (Chou et Tong, 1994).
- Satyrium lais (Leech, 1892).
- Satyrium mackwoodi (Evans, 1914).
- Satyrium marcidus (Riley, 1921).
- Satyrium mardinus van Oorschot, van den Brink, van Oorschot, 1985 ; en Turquie..
- Satyrium mera (Janson, 1873).
- Satyrium minshanicum (Murayama, 1992).
- Satyrium neoeximia Murayama, 1992.
- Satyrium oenone Leech, 1893.
- Satyrium ornata (Leech, 1890).
- Satyrium patrius (Leech, 1891).
- Satyrium percomis (Leech, 1894).
- Satyrium persimilis (Riley, 1939).
- Satyrium phyllodendri (Elwes, 1882).
- Satyrium pseudopruni Murayama, 1992.
- Satyrium redae (Bozano, 1993).
- Satyrium rubicundulum (Leech)
- Satyrium siguniangshanicum Murayama, 1992.
- Satyrium tanakai (Shirôzu, 1942).
- Satyrium v-album (Oberthür, 1886).
- Satyrium volt (Sugiyama, 1993).
- Satyrium xumini Huang, 2001.
- Satyrium watarii (Matsumura)

## Liste alphabétique des espèces
- Satyrium abdominalis (Gerhard, 1850).
- Satyrium acaciae (Fabricius, 1787) — Thècle de l'amarel ou Thècle de l'acacia.
- Satyrium acadica (Edwards, 1862).
- Satyrium acaudata (Staudinger, 1901).
- Satyrium armenum (Rebel, 1901).
- Satyrium auretorum (Boisduval, 1852).
- Satyrium austrina (Murayama, 1943).
- Satyrium behrii (Edwards, 1870).
- Satyrium calanus (Hübner, 1809).
- Satyrium californica (Edwards, 1862).
- Satyrium caryaevorum (McDunnough, 1942).
- Satyrium dejeani (Riley, 1939).
- Satyrium edwardsii (Grote et Robinson, 1867).
- Satyrium esakii (Shirôzu, 1941).
- Satyrium esculi (Hübner, 1804) — Thècle du kermès.
- Satyrium eximia (Fixsen, 1887).
- Satyrium fuliginosum (Edwards, 1861).
- Satyrium goniopterum (Lukhtanov, 1995).
- Satyrium grandis (Felder et Felder, 1862).
- Satyrium guichardi (Higgins, 1965).
- Satyrium herzi (Fixsen, 1887).
- Satyrium hyrcanicum (Riley, 1939).
- Satyrium ilicis (Esper, 1779) — Thècle de l'yeuse.
- Satyrium inouei (Shirôzu, 1959).
- Satyrium iyonis (Oxta et Kusunoki, 1957).
- Satyrium jebelia Nakamura, 1975.
- Satyrium kingi (Klots et Clench, 1952).
- Satyrium kongmingi Murayama, 1992.
- Satyrium kuboi (Chou et Tong, 1994).
- Satyrium lais (Leech, 1892).
- Satyrium latior (Fixsen, 1887).
- Satyrium ledereri (Boisduval, 1848).
- Satyrium liparops (Boisduval et Leconte, 1833).
- Satyrium lunulata (Erschoff, 1874).
- Satyrium mackwoodi (Evans, 1914).
- Satyrium marcidus (Riley, 1921).
- Satyrium mera (Janson, 1873).
- Satyrium minshanicum (Murayama, 1992).
- Satyrium myrtale (Klug, 1834).
- Satyrium neoeximia Murayama, 1992.
- Satyrium oenone Leech, 1893.
- Satyrium ornata (Leech, 1890).
- Satyrium patrius (Leech, 1891).
- Satyrium percomis (Leech, 1894).
- Satyrium persimilis (Riley, 1939).
- Satyrium phyllodendri (Elwes, 1882).
- Satyrium pruni (Linnaeus, 1758) — Thècle du prunier ou Thècle du coudrier.
- Satyrium prunoides (Staudinger, 1887).
- Satyrium pseudopruni Murayama, 1992.
- Satyrium redae (Bozano, 1993).
- Satyrium runides (Zhdanko, 1990).
- Satyrium saepium (Boisduval, 1852).
- Satyrium sassanides (Kollar, 1849).
- Satyrium siguniangshanicum Murayama, 1992.
- Satyrium spini (Schiffermüller, 1775) — Thècle des nerpruns.
- Satyrium sylvinus (Boisduval, 1852).
- Satyrium tanakai (Shirôzu, 1942).
- Satyrium tetra (Edwards, 1870).
- Satyrium thalia (Leech, 1893).
- Satyrium titus (Fabricius, 1793)
- Satyrium v-album (Oberthür, 1886).
- Satyrium volt (Sugiyama, 1993).
- Satyrium w-album (Knoch, 1782) — Thècle de l'orme ou W blanc.
- Satyrium xumini Huang, 2001.